# Francisco Javier Echevarrieta
Francisco Javier Echevarrieta Ortiz (Bilbao, 14 de octubre de 1944 -  Tolosa, 7 de junio de 1968), más conocido como Txabi Etxebarrieta, fue un militante de la organización terrorista Euskadi Ta Askatasuna (ETA) en los años 1960. Fue el autor material del primer asesinato de esta organización, y también fue el primer militante de ETA muerto en un enfrentamiento con la Guardia Civil (el mismo día del asesinato), por lo que se convirtió en un icono dentro del entorno de la banda y de la izquierda abertzale.

## Infancia y formación
Txabi Etxebarrieta era el tercero de cuatro hermanos. Sufrió desde la infancia una bronquitis grave que condicionó toda su vida. Uno de sus hermanos mayores era José Antonio Etxebarrieta, abogado defensor de Xabier Izko de la Iglesia en el Proceso de Burgos que tuvo lugar en 1970. Se licenció en Ciencias Económicas en 1967, en la especialidad de informática por la Universidad del País Vasco.

## V Asamblea de ETA
En diciembre de 1966 y marzo de 1967, presidió la V Asamblea de ETA, que daría lugar a la primera escisión en el seno de la organización. En dicha asamblea, que se realizó en dos partes, estallaron las tensiones entre la corriente obrerista (comunista y más alejada del nacionalismo vasco), que a la sazón controlaba la dirección de ETA en el interior, y las otras dos corrientes, la llamada tercermundista y la etnicista.
Etxebarrieta, su hermano José Antonio y el navarro José María Eskubi fueron quienes encabezaron la corriente interna que expulsó a los obreristas más destacados. La primera parte de la asamblea, celebrada el 7 de diciembre de 1966 en Gaztelu (Guipúzcoa), ratificó la expulsión del obrerista Patxi Iturrioz decidida de antemano por el Ejecutivo (dirección máxima, en el exilio), provocando así la escisión de los obreristas en una organización que se llamaría ETA Berri (ETA nueva, en castellano), posteriormente Komunistak, embrión de lo que sería luego el Movimiento Comunista de España (MCE).
El resto de los militantes quedaron automáticamente encuadrados en lo que se conocería como ETA Zaharra (ETA vieja) hasta 1968, en que volvió a ser ETA a secas.
En la segunda parte de la asamblea, celebrada en marzo de 1967 en la casa de ejercicios espirituales de los jesuitas de Guetaria (Guipúzcoa), Txabi Etxebarrieta fue elegido miembro del Comité Central y del Comité Ejecutivo de ETA. En esa asamblea, además, se empezaron a dar los primeros pasos hacia la elaboración de una teoría revolucionaria propia; de Etxebarrieta procede el concepto de «pueblo trabajador vasco», utilizado por la izquierda abertzale desde entonces. Asimismo se dividió la actividad de la organización en cuatro frentes: político, militar, cultural y obrero. En este último tendría un papel destacado Etxebarrieta.
Entre otros, Etxebarrieta incorporó a ETA a Mario Onaindia, como el propio Onaindia relataría en su biografía.

## Primer asesinato de ETA
El 7 de junio de 1968, el coche en el que viajaban Etxebarrieta e Iñaki Sarasketa es detenido por un control de la Guardia Civil en Aduna (Guipúzcoa). Temiendo que fueran descubiertos, Txabi Etxebarrieta descendió del coche disparando al agente José Pardines Arcay. Fue el primer asesinato de ETA.
ETA todavía no había tomado la decisión de llevar a cabo una lucha armada y por ello su compañero ese día, Sarasketa, años después manifestó:

"Supongo que el guardia civil se dio cuenta de que la matrícula era falsa. Al menos, sospechó. Nos pidió la documentación y dio la vuelta al coche para comprobar. Txabi me dijo «Si lo descubre, lo mato»…Le contesté: «No hace falta, lo desarmamos y nos vamos»… Salimos del coche. El guardia civil nos daba la espalda. Estaba de cuclillas mirando el motor en la parte de atrás… Susurró: «Esto no coincide...». Txabi sacó la pistola y le disparó. Cayó boca arriba. Volvió a dispararle tres o cuatro tiros más en el pecho. Había tomado centraminas y quizá eso influyó. En cualquier caso fue un día aciago. Un error. Era un guardia civil anónimo, un pobre chaval. No había ninguna necesidad de que aquel hombre muriera».

## La muerte de Etxebarrieta
Etxebarrieta y Sarasketa se dieron a la fuga refugiándose en la casa de un cura de Tolosa. Tras permanecer unas horas refugiados decidieron abandonar la casa parroquial, siendo parados inmediatamente por agentes de la Guardia Civil que aún no conocían sus identidades. Durante el cacheo no detectaron la pistola que portaba Sarasketa, pero sí encontraron la de Etxebarrieta, por lo que en ese momento se inició un tiroteo en el que resultó muerto Txabi Etxebarrieta con dos heridas de bala en Benta Haundi (Tolosa). Iñaki Sarasketa logró escapar del tiroteo apuntando con su arma al conductor de un coche, al que obligó a transportarlo hasta la Iglesia de Régil, donde se refugió para ser detenido al día siguiente.
Fuentes próximas a la izquierda abertzale califican esta muerte como una ejecución por parte de la Guardia Civil, pese a las declaraciones de Sarasketa que contrariamente refiere que:

"De la misma manera que las centraminas le habían puesto eufórico, dos horas después le hundieron en un ataque de pánico. Salimos de la casa y nos detuvo una pareja de la Guardia Civil. Los dos llevábamos una pistola en la cintura. Primero me cachearon a mí y no la notaron. Recuerdo que el guardia civil que registraba a Txabi lanzó un rugido. Y después, una escena típica del oeste, de las de a ver quién tira primero... El guardia civil disparó antes que yo y salí corriendo... No supe en ese momento que Txabi había muerto... Detuve un coche, amenacé al conductor y le obligué a que me llevara en dirección a Régil (cerca de Azpeitia). Resultó ser un pariente lejano mío. Yo sabía que la pistola me delataba y pensé en tirarla. El conductor me pidió que no lo hiciera. Si nos detenían parecería más real que le estaba obligando. También se dio cuenta de que no tenía intención de hacerle daño, así que unos kilómetros más allá me pidió que bajara ... Y continué andando ...".

Posteriormente Sarasketa fue sometido a un Consejo de Guerra, el primero tras la guerra civil española, en el que fue condenado a muerte. Con la intercesión ante Francisco Franco del General de los Jesuitas, el padre Pedro Arrupe, fue conmutada la pena de muerte por la de reclusión; Sarasketa, brutalmente apaleado, ingresó en prisión, donde pasó 9 años hasta la amnistía de 1977.

## Consecuencias
Tras la muerte de Txabi, ETA publicó octavillas con el siguiente texto:

"Ante tanto sensacionalismo y tanta información tendenciosa por parte del aparato informador fascista-capitalista, ETA sale al paso para dar a conocer en lo posible al pueblo la muerte de Xabier Etxebarrieta. Txabi Etxebarrieta fue asesinado en Tolosa, no cabe duda alguna. Los testigos presenciales, las quemaduras de la camisa y la autopsia efectuada así lo confirman. Los mantenedores del orden capitalista muestran sus métodos: Txabi Etxebarrieta fue sacado del coche y sin tan siquiera pedirle la documentación fue esposado, colocado junto a la pared y muerto de un tiro en el corazón, a quemarropa (...)"

El 2 de agosto, en represalia por la muerte de Etxebarrieta y por ser considerado un torturador, ETA asesinó al mando policial Melitón Manzanas aplicándose el estado de excepción en el País Vasco.
Cuando se cumplieron diez años de los sucesos de Benta Haundi, ETA asesinó también al sargento Acedo Panizo, uno de los integrantes del control en el que murió Etxebarrieta.
Durante algún tiempo hubo un busto de Etxebarrieta en la plaza Urretxindorra, situada en el barrio bilbaíno de Ocharcoaga, hasta que fue retirado por el Ayuntamiento de Bilbao en septiembre de 2004, debido a las protestas de diversos sectores.

## Familia
Fue primo del padre de Natxo Etxebarrieta, cantante de la banda alavesa de punk Cicatriz.

## Obra literaria
Fue, fundamentalmente, poeta y ensayista. Aunque no publicó en vida, su obra está recogida en Poesía y otros escritos. 1961-1967.